# Neufbosc

Neufbosc este o comună în departamentul Seine-Maritime, Franța. În 1 ianuarie 2022 avea o populație de 403 de locuitori.